# La lettera B
La lettera B è un album del rapper Bassi Maestro e il cantante reggae Babaman, pubblicato su MySpace nel 2009.

## Tracce
1. Microphone Champions
2. Bam bam
3. Cosa farei per te
4. Se morissi lunedì (feat. Vacca)
5. Lonely people
6. Briciole
7. Skit
8. Di gyal dem a go mad
9. Bye bye
10. One (Love)
11. Ad ogni costo (feat. Supa & Ensi)
12. Non lo so
13. Svegliati!
14. Il mio modo